# دراغون بول زد : شجرة القوة
دراغون بول زد: شجرة القوة بالانكليزية  Dragon Ball Z: The Tree of Might ويعرف أيضا باسم ياباني دراغون بول زد:  المعركة الحاسمة لكل الأرض باليابانية ドラゴンボールZ 地球まるごと超決戦, هو الفيلم الثالث من أفلام دراغون بول زد.اطلقت النسخة الالية منه باليابان في السابع من تموز عام 1990, بين الحلقتين 54 و 55 من دراغون بول زد في مهرجان أفلام توي انمي فير.
القصة: تدور قصة الفيلم حول شجرة القوة وتورليس الذي يقوم بزراعتها، في بداية الفيلم ارسل تورليس جهازا إلى الأرض قام اولا بحرق الغابة، وهذا الجهاز انتقل إلى المكان الذي فيه تربة مناسبة لنمو شجرة القوة، فجاء تورليس إلى الأرض، وقام أحد اتباعه بزرع البذرة ونبتت شجرة القوة وتسببت بتحويل الأرض إلى صحراء، فاتصل كينغ كاي بجوكو وقال له ما جرى في الأرض، فذهب مع تيان ويامتشا وكريلين وتشاوزو، وهناك واجهوا اصدقاء تورليس، وجاء تورليس والتقى بغوهان وصنع قمرا مزيفا، فتحول غوهان إلى اوزارو. ولكن تورليس اغضبه، فقطع غوكو ذيله وهزم اصدقاء غوكو هزيمة مبالغة حتى ان بيكولو تعرض لضربة قوية من تورليس، فاراد غوكو مواجهة تورليس. ولكن اتباع تورليس هاجموه فقتلهم غوكو، وبدأت المواجهة بين تورليس وغوكو. فياكل تورليس من فواكه شجرة القوة. حتى ان غوكو استعمل عليه غينكي داما ولكن تورليس دمرها، وسقط جوكو جريحا، ولكن غوكو أخذ من قوة الشجرة وجاء إلى تورليس وقتله، ودمرت شجرة القوة براس تورليس، وعادت الأرض كما كانت عليه.

## روابط خارجية
- دراغون بول زد : شجرة القوة على موقع IMDb (الإنجليزية)
- دراغون بول زد : شجرة القوة على موقع روتن توميتوز (الإنجليزية)
- دراغون بول زد : شجرة القوة على موقع نتفليكس (الإنجليزية)
- دراغون بول زد : شجرة القوة على موقع ألو سيني (الفرنسية)
- دراغون بول زد : شجرة القوة على موقع أول موفي (الإنجليزية)
- دراغون بول زد : شجرة القوة على موقع فيلمافينيتي (الإسبانية)
- دراغون بول زد : شجرة القوة على موقع قاعدة بيانات الفيلم (الإنجليزية)
- دراغون بول زد : شجرة القوة على موقع ليتربوكسد (الإنجليزية)
- دراغون بول زد : شجرة القوة على موقع كينوبويسك (الروسية)
- دراغون بول زد : شجرة القوة على موقع ANN anime (الإنجليزية)